# Línea F2 (AUVASA)
La línea F2 de AUVASA sale del barrio vallisoletano de Las Delicias, pasa por las estaciones, de tren y autobús, y la plaza Juan de Austria para dirigirse hacia el Estadio José Zorrilla. Solo circula en días en los que el Real Valladolid juega partidos en casa.

## Frecuencias
| DÍA             | LUGAR DE SALIDA       | HORARIO                                          |
| --------------- | --------------------- | ------------------------------------------------ |
| Días de partido | La Cisterniga         | Una hora y cuarto antes del comienzo del partido |
| Días de partido | Delicias              | Una hora antes del comienzo del partido          |
| Días de partido | Estadio José Zorrilla | Al finalizar el partido                          |

## Paradas
Nota: Al pinchar sobre los enlaces de las distintas paradas se muestra cuanto tiempo queda para que pase el autobús por esa parada.
| Hacia Estadio Zorrilla                                       | Correspondencia con líneas:         |
| ------------------------------------------------------------ | ----------------------------------- |
| *Cº Yeseras Polideportivo                                    | 13 18 19                            |
| *C/ Cuesta Redonda Piscinas Municipales                      | 13 18 19                            |
| *Pza. Mayor fte. 29                                          | 13 18 19                            |
| *C/ Lucio Zumel esq. Avda. Soria                             | 13 18 19                            |
| *Avda. Soria 32                                              | 13 18 19                            |
| *C/ Dulzaina esq. Palillos                                   | 9 19                                |
| C/ Castañuelas esq. Carraca                                  | 9 19 B2                             |
| C/ Armonio esq. Laúd                                         | 9 19 B2                             |
| C/ Miguel Ruiz de Temiño esq. Juan Carlos I sentido centro   | 9 19 B2                             |
| C/ Embajadores 71                                            | 6 9 C1 B2                           |
| C/ Embajadores 57 esq. Transición                            | 6 9 C1 B2                           |
| C/ Embajadores fte. 72 esq. Hornija                          | 6 9 C1 B2                           |
| C/ Embajadores fte. 58 Esc. Oficial de Idiomas               | 6 9 C1 B2                           |
| Avda. Segovia igl. del Carmen                                | 6 9 13 14 C1 B2                     |
| Avda. Segovia 99 esq. Olmedo                                 | 6 9 13 14 C1 B2                     |
| Avda. Segovia 57 esq. Pº San Vicente                         | C1 B2                               |
| Pº San Vicente 35 esq. Sevilla                               | C1 B2                               |
| C/ Cádiz 21                                                  | C1 B2                               |
| C/ Málaga esq. Bilbao                                        | B2                                  |
| Pza. Circular 7 esq. Industrias                              | 3 17 18 19 B2 B5 F3                 |
| C/ Nicolás Salmerón 19 esq. Labradores                       | 3 18 19 B2 B5 F3                    |
| C/ Recondo 23 esq. Acera Recoletos                           | Estación de Valladolid-Campo Grande |
| C/ Puente Colgante 2 est. de autobuses                       | 2 9 B1                              |
| C/ Puente Colgante 18 esq. Gabilondo                         | 2 9 B1                              |
| Pº Zorrilla 88 fte. pza. de toros                            | 1 2 5 7 9 18 19 B1 B4               |
| Pza. Juan de Austria fte. centro comercial                   | 9 10 C2 B4                          |
| Avda. Mundial 82 Estadio José Zorrilla                       | F1 F3 F4 F5 F6                      |
| Hacia Delicias                                               |                                     |
| Avda. Mundial 82 Estadio José Zorrilla                       | F1 F3 F4 F5 F6                      |
| Pza. Juan de Austria centro comercial                        | 9 B4                                |
| C/ Puente Colgante 47                                        | 2 9 B1                              |
| C/ Puente Colgante 1 fte. est. de autobuses                  | 2 9 B1                              |
| C/ Estación del Norte Adif                                   | 2 9                                 |
| C/ General Ruiz 4 esq. Dos de Mayo                           | -                                   |
| Pza. Cruz Verde 5                                            | 3 18 19 B2 B5 F3                    |
| Pza. Circular 11 igl. Corazón de María                       | 3 17 18 19 B2 B5 F3                 |
| C/ Cádiz 4 esq. Bilbao                                       | B2                                  |
| Pº San Vicente 16 esq. Álava                                 | C2 B2                               |
| Avda. Segovia fte. 57                                        | 6 9 13 14 C2 B2                     |
| C/ Embajadores 4 esq. Pº Farnesio                            | 6 13 14 C2 B2                       |
| Avda. Segovia fte. igl. del Carmen                           | 6 13 14 C2 B2                       |
| C/ Embajadores 60 fte. Esc. Oficial de Idiomas               | 6 C2 B2                             |
| C/ Embajadores 74 esq. Hornija                               | 6 C2 B2                             |
| C/ Embajadores 92 esq. Transición                            | 6 C2 B2                             |
| C/ Embajadores esq. Padre Benito Menni                       | 6 C2 B2                             |
| C/ Miguel Ruiz de Temiño esq. Juan Carlos I sentido Hospital | 9 19 B2                             |
| C/ Armonio 22 esq. Castañuelas                               | 9 19 B2                             |
| C/ Castañuelas esq. Carraca                                  | 9 19 B2                             |
| *C/ Dulzaina 2 Hospital Río Hortega                          | 9 17 19                             |
| *C/ Dulzaina esq. Arribes del Duero                          | 9 19                                |
| *Avda. Soria fte. 32                                         | 13 18 19                            |
| *C/ San Cristóbal 15 esq. Avda. Soria                        | 13 18 19                            |
| *Pza. Mayor 29                                               | 13 18 19                            |
| *Avda. Julián Merino Lápice Piscinas Municipales             | 13 18 19                            |
| *Cº Yeseras Polideportivo                                    | 13 18 19                            |

- Las paradas marcadas con asterisco (*) pertenecen, a la prolongación a La Cisterniga
- Desde el Estadio se prolongará un autobús de Delicias a La Cistérniga (consulte el letrero del autobús antes de acceder).